# Ayran
Ayran (fra tyrkisk: ayran) er en drik lavet af yoghurt og vand blandet sammen, evt. smagt til med salt, populær i Tyrkiet, Aserbajdsjan, Armenien, Libanon, Bulgarien og andre dele Balkanhalvøen, Mellemøsten og Centralasien.